# 玉海
『玉海』（ぎょくかい）は、南宋の王応麟によって編纂された類書の一種。全200巻。

## 概要
『玉海』は科挙試験の参考書として編まれたものだが、大量の書籍を引用しており、中でも現在では見ることのできない宋代の実録の類を使用しているため、資料価値が高い。
『玉海』は宋代には出版されず、元の後至元6年（1340年）にはじめて刊刻された。この本には、『玉海』のほかに『詞学指南』4巻、およびその他の王応麟の書13種61巻を含んでいる。その後、至正12年（1352年）に重刻された。明・清にも何度か修補重刊されている。日本では、東京大学東洋文化研究所と国立国会図書館に初刊本がある。

## 構成
| 巻      | 分類 | 巻      | 分類 | 巻      | 分類 | 巻      | 分類 |
| ------- | ---- | ------- | ---- | ------- | ---- | ------- | ---- |
| 1-5     | 天文 | 6-13    | 律暦 | 14-25   | 地理 | 26-27   | 帝学 |
| 28-34   | 聖文 | 35-63   | 芸文 | 64-67   | 詔令 | 68-77   | 礼儀 |
| 78-84   | 車服 | 85-91   | 器用 | 92-102  | 郊祀 | 103-110 | 音楽 |
| 111-113 | 学校 | 114-118 | 選挙 | 119-135 | 官制 | 136-151 | 兵制 |
| 152-154 | 朝貢 | 155-175 | 宮室 | 176-186 | 食貨 | 187-194 | 兵捷 |
| 195-200 | 祥瑞 |         |      |         |      |         |      |